# Gunhild Kongemor
Pour les articles homonymes, voir Gunhild.
Gunhild Kongemor, aussi connue comme Gunhild ou Gunnhild konungamóðir en français : « la mère des rois », Gunhild Gormsdóttir ou encore Gunnhild Özurardóttir, née vers 910 et morte vers 980, est un personnage historique des sagas royales de Scandinavie, selon lesquelles elle est l'épouse d'Éric Blodøks, roi de Norvège puis roi de Jórvík.

## Origine controversée

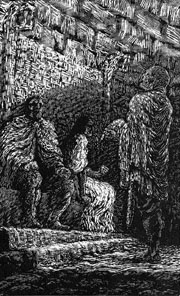
Eric Bloodaxe, assis, et Gunnhild sont confrontés à Egill Skallagrimsson.

Selon Snorri Sturluson, lorsque le prince Eric Haraldsson se rend au Finnmark ses hommes découvrent dans une tente « la plus belle femme qu'ils aient jamais vue » nommée Gunnhild dont le père habite le Hålogaland et s'appelle Ozur Toti. Elle déclare être venue apprendre la magie des Finnois. Eric séduit demande son consentement à Ozur qui lui accorde sa fille en mariage.
Selon l' Historia Norwegiæ, composée au XIIe siècle Gunnhild est la fille de Gorm l'Ancien, roi du Danemark, et Eric la rencontre lors d'une fête donnée par Gorm. Les historiens contemporains acceptent majoritairement cette version des faits,. Selon eux, son mariage avec Eric est une union dynastique entre la maison de Jelling et les Ynglingar qui permet aux deux monarchies danoise et norvégienne, alors en train d'unifier leurs pays respectifs, de se consolider. Eric est d’ailleurs lui-même né de l'union de Harald et de Ragnhild, une princesse danoise du Jutland.

## Biographie
Elle apparaît notamment en bonne place des sagas Fagrskinna, Egils saga, Njáls saga et Heimskringla.
Gunhild vit à une époque de grands changements en Norvège. Son beau-père Harald Fairhair a uni une grande partie du territoire sous son règne. Quand Éric lui succède en 931, il tue ses frères. Il est renversé peu après par le seul frère survivant, Håkon. Gunhild et Éric passent le reste de leur vie en exil dans les îles des Orcades, à Jorvik (le royaume viking d'York) et au Danemark. Éric meurt en 954.
Leurs fils tentent à plusieurs reprises, avec l'aide des Danois, de reprendre le trône de Norvège. La mort de Håkon, sans descendant, à la bataille de Fitjar, permet au plus vieux des frères, Harald, de devenir roi de Norvège en 961, avec l'aide de plusieurs de ses frères, nommés co-rois. Gunhild retrouve alors une grande influence et gagne son surnom de konungamóðir en vieux norrois en français : « la mère des rois ».
En 970, Harald est tué par Harald le Doré et la famille renversée. Gunhild et ses fils survivants, Gudrod et Ragnfred, doivent de nouveau partir en exil.
En 1835, on retrouve un corps momifié dans une tourbière du Jutland, connu comme la « femme d'Haraldskær », qu'on attribue un temps, à tort, à la reine Gunhild.

## Sources
- (en) Rupert Alen et Dahlquist, Anna Marie, Royal Families of Medieval Scandinavia, Flanders, and Kiev, Kingsburg, Kings River Publications, 1997, 244 p. (ISBN 0-9641261-2-5).
- Michael Ashley, The Mammoth Book of British Kings and Queens, New York, Carroll & Graf Publishers, 1998 (ISBN 0-7867-0692-9).
- Jim Bradbury, The Routledge Companion to Medieval Warfare, New York, Routledge, 2007, 381 p. (ISBN 978-0-415-41395-4).
- Gwyn Jones, A History of the Vikings, Oxford, Oxford University Press, 1984 (1re éd. 1968) (ISBN 0-19-285139-X, lire en ligne).